# DD Волопаса
DD Волопаса (лат. DD Boötis) — одиночная переменная звезда в созвездии Волопаса на расстоянии (вычисленном из значения параллакса) приблизительно 10107 световых лет (около 3099 парсеков) от Солнца. Видимая звёздная величина звезды — от +12,9m до +12,4m.

## Характеристики
DD Волопаса — жёлто-белая пульсирующая переменная звезда типа RR Лиры (RRC) спектрального класса F-A. Радиус — около 4,29 солнечных, светимость — около 66,865 солнечных. Эффективная температура — около 7970 K.